# عليمرادخاني عليا (مقاطعة تشرداول)
عليمرادخاني عليا (بالفارسية: علیمرادخانی علیا) هي مستوطنة تقع في قسم بيجنوند الريفي (مقاطعة تشرداول) في إيران. يقدر عدد سكانها بـ 126 نسمة بحسب إحصاء 2016.